# Гомстед (Флорида)
Го́мстед (англ. Homestead) — місто (англ. city) в США, в окрузі Маямі-Дейд на південному сході штату Флорида, південно-західне передмістя Маямі між національними парками «Біскейн» й «Еверглейдс». Засноване 1913 р. Населення — 80 737 осіб (2020). Місто входить до агломерацією Маямі—Форт-Лаудердейл—Помпано-Біч із загальним населенням 5 547 051 особа (2009).

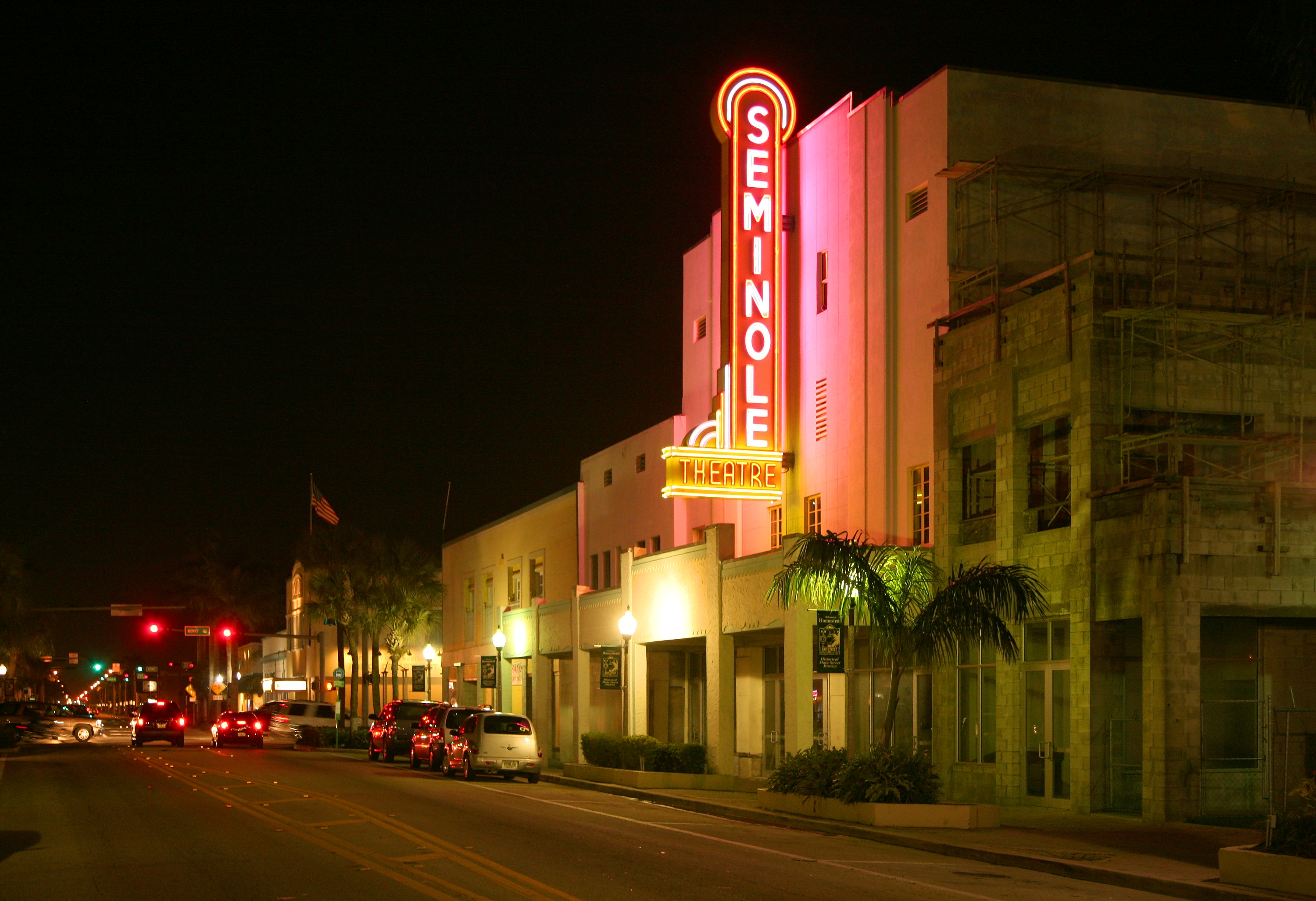
Кінотеатр «Семінол» у центрі міста

Назва міста походить від терміна «гомстед», англійського слова на наділ землі, (англ. homestead — «ділянка землі розміром до 65 га, яка надавалася у XIX ст. на пільгових умовах поселенцям-піонерам у США та Канаді»).
Середньодобова температура липня — +28 °C, січня — +19 °C. Щорічні опади — 1480 мм з піком на місяці травень-жовтень.

## Географія
Гомстед розташований за координатами 25°28′2″ пн. ш. 80°26′45″ зх. д. / 25.46722° пн. ш. 80.44583° зх. д. (25.467346, -80.445773).  За даними Бюро перепису населення США в 2010 році місто мало площу 40,45 км², з яких 39,21 км² — суходіл та 1,24 км² — водойми.

### Клімат
| Клімат : Гомстед                  | Клімат : Гомстед | Клімат : Гомстед | Клімат : Гомстед | Клімат : Гомстед | Клімат : Гомстед | Клімат : Гомстед | Клімат : Гомстед | Клімат : Гомстед | Клімат : Гомстед | Клімат : Гомстед | Клімат : Гомстед | Клімат : Гомстед | Клімат : Гомстед |
| Показник                          | Січ.             | Лют.             | Бер.             | Квіт.            | Трав.            | Черв.            | Лип.             | Серп.            | Вер.             | Жовт.            | Лист.            | Груд.            | Рік              |
| Середній максимум, °C             | 24,7             | 25,7             | 26,8             | 28,6             | 30,3             | 31,8             | 32,5             | 32,7             | 31,8             | 29,7             | 27,2             | 25,3             | 28,9             |
| Середня температура, °C           | 18,8             | 19,6             | 21,1             | 22,7             | 25,1             | 27,1             | 27,7             | 28,0             | 27,3             | 25,4             | 22,2             | 19,9             | 23,7             |
| Середній мінімум, °C              | 12,8             | 13,6             | 15,3             | 16,9             | 19,9             | 22,4             | 22,9             | 23,3             | 22,8             | 21,0             | 17,3             | 14,6             | 18,6             |
| Норма опадів, мм                  | 36               | 55               | 64               | 77               | 149              | 238              | 173              | 235              | 213              | 165              | 66               | 40               | 1511             |
| --------------------------------- | ---------------- | ---------------- | ---------------- | ---------------- | ---------------- | ---------------- | ---------------- | ---------------- | ---------------- | ---------------- | ---------------- | ---------------- | ---------------- |
| Джерело: National Weather Service |                  |                  |                  |                  |                  |                  |                  |                  |                  |                  |                  |                  |                  |

## Демографія
Згідно з переписом 2010 року, у місті мешкало 60 512 осіб у 18 996 домогосподарствах у складі 14 062 родин. Густота населення становила 1496 осіб/км².  Було 23419 помешкань (579/км²).
Расовий склад населення:
| - 66,9 % — білих - 20,4 % — чорних або афроамериканців - 1,2 % — азіатів - 0,4 % — корінних американців - 0,1 % — вихідців з тихоокеанських островів - 7,3 % — осіб інших рас |

До двох чи більше рас належало 3,8 %. Частка іспаномовних становила 62,9 % від усіх жителів.
За віковим діапазоном населення розподілялося таким чином: 31,2 % — особи молодші 18 років, 62,3 % — особи у віці 18—64 років, 6,5 % — особи у віці 65 років та старші. Медіана віку мешканця становила 29,1 року. На 100 осіб жіночої статі у місті припадало 101,5 чоловіків;  на 100 жінок у віці від 18 років та старших — 100,2 чоловіків також старших 18 років.
Середній дохід на одне домашнє господарство  становив 53 513 долари США (медіана — 40 959), а середній дохід на одну сім'ю — 56 443 долари (медіана — 41 816). Медіана доходів становила 31 442 долари для чоловіків та 31 645 доларів для жінок. За межею бідності перебувало 28,8 % осіб, у тому числі 37,9 % дітей у віці до 18 років та 26,9 % осіб у віці 65 років та старших.
Цивільне працевлаштоване населення становило 26 884 особи. Основні галузі зайнятості: освіта, охорона здоров'я та соціальна допомога — 21,7 %, роздрібна торгівля — 13,0 %, науковці, спеціалісти, менеджери — 13,0 %.

## Цікавинки
У місті розташований відомий Кораловий замок.